# غريم فاندانغو
غريم فاندانغو (بالإنجليزية: Grim Fandango)‏، هي لعبة مغامرات صدرت عام 1998 من إخراج تيم شيفر وتم تطويرها ونشرها بواسطة LucasArts على مايكروسوفت ويندوز. وهي أول لعبة مغامرة بواسطة LucasArts تستخدم رسومات حاسوبية ثلاثية الأبعاد متراكبة على خلفيات ثابتة مصيّرة مسبقًا. وكما هو الحال مع ألعاب مغامرات LucasArts الأخرى، يجب على اللاعب التحدث مع الشخصيات وفحص الأشياء وجمعها واستخدامها لحل الألغاز.
تدور أحداث اللعبة في أرض الموتى، حيث تسافر إليها الأرواح التي ماتت مؤخرًا (ممثلة بأشكال تشبه دمى الكالاكا المكسيكية)، قبل أن تصل إلى وجهتها النهائية. بطل القصة هو وكيل السفر مانويل «ماني» كالافيرا الذي يحاول إنقاذ روح نقية تدعى مرسيدس «ميتشي» كولومار في رحلتها. تجمع اللعبة بين عناصر الحياة الآخرة لدى الأزتك وأسلوب الفيلم نوار، واستوحى في ذلك أفلام كلاسيكية مثل الصقر المالطي وعلى الواجهة البحرية وكازبلانكا.
تلقت اللعبة الثناء على تصميمها الفني وإخراجها. تم اختيارها للعديد من الجوائز وغالبًا ما يتم إدراجها بين أعظم ألعاب الفيديو على الإطلاق. ولكنها نالت فشلًا تجاريًا وساهمت في قرار LucasArts بإنهاء إنتاج ألعاب المغامرات وتراجع صنف ألعاب المغامرات خلال العقد التالي.
في عام 2014، بمساعدة من سوني، حصل شركة دابل فاين التي بملكها شيفر على ترخيص اللعبة بعد استحواذ ديزني على LucasArts وإغلاقها كمطور لألعاب الفيديو في العام السابق. أعلنت دابل فاين في يونيو 2014 عن نسخة مُحدثة من اللعبة، تضمنت رسومات مُحسَّنة، وعناصر تحكم (بما في ذلك الإشارة والنقر ، وموسيقى أوركسترا، وتعليقات المخرج. تم إصدارها لنظام التشغيل ويندوز و بلاي ستيشن 4 وبلاي ستيشن فيتا وماك أو إس ولينكس في يناير 2015، لأجهزة Android و iOS في مايو 2015، و نينتندو سويتش في نوفمبر 2018 ، و إكس بوكس ون في أكتوبر 2020.

## اللعب
غريم فاندانغو هي لعبة مغامرات، حيث يتحكم اللاعب في شخصية مانويل «ماني» كالافيرا (كلمة calavera «جمجمة» بالإسبانية) حيث يتبع مرسيدس «ميتشي» كولومار في العالم السفلي. تستخدم اللعبة محرك GrimE، حيث يتم عرض الخلفيات الثابتة في نماذج ثلاثية الأبعاد، بينما يتم تحريك الكائنات والشخصيات الرئيسية في صورة ثلاثية الأبعاد. كم تم أيضًا عرض المشاهد السينمائية في اللعبة بتقنية ثلاثية الأبعاد. يتحكم اللاعب في حركات ماني وأفعاله باستخدام لوحة مفاتيح أو عصا تحكم أو لوحة ألعاب. يسمح الإصدار المحسن بالتحكم عبر الفأرة أيضًا. يجب على ماني جمع الأشياء التي يمكن تركيبها مع أشياء أخرى، أو مع أشخاص آخرين في أرض الموتى ليحل الألغاز ويتقدم في اللعبة. اللعبة تفتقر إلى أي نوع من قالب معلومات. وعلى عكس ألعاب LucasArts ثنائية الأبعاد السابقة، لا ينتبه اللاعب للأشياء أو الأشخاص الذين يشكلون محط اهتمام عن طريق تمرير المؤشر فوقهم، ولكن من خلال أن ماني سيدير رأسه نحو الشيء أو الشخص وهو يمشي. يقوم اللاعب بمراجعة العناصر التي جمعها بأن يشاهد ماني يأخذ العناصر ويدخلها ويخرجها من سترته. يمكن لماني أن يحاور الشخصيات الأخرى وينال عدة تلميحات بما يتعلق بحل الألغاز أو للتقدم في القصة. وكما هو الحال في معظم ألعاب مغامرات LucasArts، فاللاعب لا يموت أبدًا أو يدخل في موقف يمنعه من إكمال اللعبة.

## وصلات خارجية
- "Making of Grim Fandango Remastered" by Double Fine and Two Player Productions - Part 1, Part 2, Part 3
- غريم فاندانغو على موقع IMDb (الإنجليزية)